# Peeping Tom
A Peeping Tom a Faith No More énekesének, Mike Pattonnak az együttese. 2000-ben alakult meg az arizonai Tucsonban. Lemezeit az Ipecac Recordings kiadó jelentette meg, amely Patton saját lemezkiadó cége. Pop-rockot, trip hopot, elektronikus rockot, rap-rockot és alternatív rockot játszottak. A zenekarban egyedül Mike Patton szerepelt. Nevüket egy 1960-as thriller/horror filmről kapták. Mindössze egy nagylemezt jelentettek meg. 2007-ben feloszlottak. Az együttes több egyéb zenésszel és zenekarral kollaborált az album készítésekor, például Massive Attack, Rahzel, Norah Jones, Dub Trio, Butterscotch, Rob Swift stb.

## Diszkográfia
- Peeping Tom (stúdióalbum, 2006)